# Unione dei Teatri d'Europa

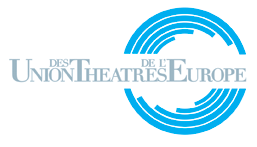

L'Unione dei Teatri d'Europa (Union des Théâtres de l'Europe, UTE) è un'associazione europea a scopo culturale con sede a Bobigny.

## Storia
L'associazione è stata fortemente voluta da Jack Lang e dal regista italiano Giorgio Strehler, che in particolare si adoperò per la creazione dell'associazione al fine di riunire produzioni spettacolari e lavori artistici europei sotto il segno degli scambi culturali e della formazione di un'identità culturale comune.
La nascita dell'associazione avvenne nel 1990 ed era originariamente composta da un circuito formato da sette teatri: il Piccolo Teatro di Milano per l'Italia, l'Odéon di Parigi per la Francia,  il Teatre Lliure di Barcellona per la Spagna, il Deutsches Theater di Berlino e il Düsseldorfer Schauspielhaus di Düsseldorf per la Germania, il Kungliga Dramatiska Teatern di Stoccolma per la Svezia ed il Katona József Színház di Budapest per l'Ungheria.
L'associazione si prefisse come scopo l'unione dei saperi e delle culture attraverso una serie di scambi culturali, tournée, pubblicazione di riviste e di monografie, creazione di spettacoli, premi internazionali e festival teatrali. Ogni anno, infatti, si svolge in una delle città che ospita uno dei teatri d'Europa, un festival con la presentazione di alcuni lavori di interesse internazionale.
L'Unione dei Teatri d'Europa è organismo associato e sostenitore del Premio Europa per il Teatro.

## Organizzazione
L'organizzazione prevede l'adesione spontanea di teatri, organismi teatrali e persone fisiche. Mentre i primi si devono impegnare con una produzione di spettacoli, le persone fisiche si adoperano per il progetto lavorando singolarmente senza appartenere obbligatoriamente ad un organismo teatrale definito.

### Gli attuali membri
- Odéon Théâtre de l'Europe - Parigi, Francia
- Piccolo Teatro di Milano - Teatro d'Europa - Milano, Italia
- Teatre Lliure - Barcellona, Spagna
- Kungliga Dramatiska Teaterna - Stoccolma, Svezia
- Katona Jozsef Szinhaz - Budapest, Ungheria
- Düsseldorfer Schauspielhaus - Düsseldorf, Germania
- Royal Shakespeare Company - Londra, Regno Unito
- Teatrul Bulandra - Bucarest, Romania
- Maly Teatr Teatr Evropy - San Pietroburgo, Russia
- Stary Teatr - Cracovia, Polonia
- Teatro di Roma - Roma, Italia
- Théâtre National de Strasbourg - Strasburgo, Francia
- Kansallisteatteri - Helsinki, Finlandia
- Teatro Nazionale della Grecia del Nord - Salonicco, Grecia
- Teatro de la Abadía - Madrid, Spagna
- Teatro Garibaldi - Palermo, Italia
- Teatro d'Arte di Mosca - Mosca, Russia
- Schauspielfrankfurt - Francoforte sul Meno, Germania
- Teatro Nacional São João - Porto, Portogallo
- Jugoslovensko Dramsko Pozoriste - Belgrado, Serbia
- Habimah Teatro Nazionale di Israele - Tel Aviv, Israele
- Teatro Stabile di Torino - Torino, Italia
- Teatro Nazionale di Praga - Praga, Repubblica Ceca
- Théâtre Nanterre Amandiers - Nanterre, Francia
- Schauspielhaus Graz - Graz, Austria
- Teatro Nazionale della Grecia - Atene, Grecia
- Teatrul Maghiar de Stat Cluj - Cluj-Napoca, Romania

### Membri onorari
- Lev Dodin - Regista
- Georges Banu - Saggista
- Tamàs Ascher - Regista
- Patrice Chéreau - Regista (1944 Lézigné - 2013 Clichy, Francia)
- Jack Lang - Deputato
- Georges Lavaudant
- Krystian Lupa
- Robert Sturua - Regista
- Anatoly Vassiliev
- Andrzej Wajda - Regista

### Membri a titolo personale
- Csaba Antal - Scenografo
- Tadeusz Bradecki - Regista
- Silviu Purcarete - Regista
- Viktor Arditti - Regista